# Université d'art et de design de Santa Fe
L'université d'art et de design de Santa Fe (en anglais : Santa Fe University of Art and Design) est un établissement d'enseignement supérieur, basé à Santa Fe, au Nouveau-Mexique, offrant un cursus en écriture créative, théâtre, art, graphisme, analyse de film, musique, et photographie, inspirée du curriculum des artes liberales.
L'université abrite les studios Garson, s'étendant sur 2 500 m2, lieu de tournage de longs-métrages comme No Country for Old Men, La Vie, l'Amour, les Vaches, De si jolis chevaux, L'Affaire Josey Aimes, True Grit, Paul ou encore Cowboys and Aliens. La Santa Fé University of Art and Design est agréée par le Comité des Études Supérieures (en) et est membre de l'Association des universités et écoles situées dans la région Central Nord des États-Unis (en).

## Histoire
L'université d'art et de design de Santa Fe s'appelait à l'origine St. Michael’s College, la plus vieille université agréée du Nouveau-Mexique, ouverte en 1859 dans une cabane en adobe. Une charte d'Enseignement Supérieurs fut agréée à l'école en 1874 qui devint College of the Christian Brothers of New Mexico (l'Université des Frères Chrétiens du Nouveau Mexique). En 1966, elle deviendra College of Santa Fe (l'Université de Santa Fé). En juillet 2009, après une période d'incertitude financières, le futur de l'Université de Santa Fé fut sécurisé grâce à un partenariat entre les secteurs public et privée incluant la ville de Santa Fé, le bureau du Gouverneur du Nouveau-Mexique et l'Institut de gestion Laureate Education situé à Baltimore. L'Université de Santa Fé fut renommée Santa Fé University of Art and Design le 30 août 2010,.

## Campus

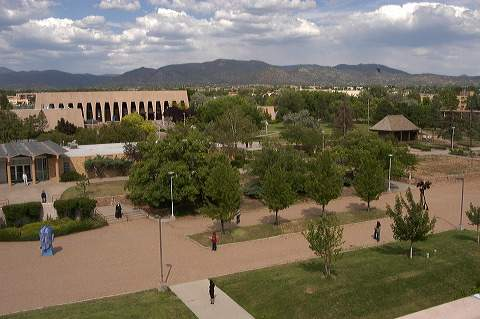
Campus avec le Fogelson Library Center.

Les 20 hectares du campus de la Santa Fe University of Art and Design comprennent trois galeries d'arts, cinq lieux de représentations, quatre bibliothèques, cinq résidences universitaires et des studios et laboratoires pour le design et la production musicale. Il y a d'autres bâtiments culturels et artistiques dont le Visual Arts Center (Centre d'Art Visuel), les studios Garson et le Anne and John Marion Center for Photographic Arts (Centre des arts photographiques Anne et John Marion).

### Galeries
The Fine Arts Gallery propose des expositions, des conférences, des rassemblements incluant l'annuel Santa Fe University of Art and Design juried student exhibition awards qui récompense les étudiants proposant la meilleure exposition d'art. La Galerie du Conseil Étudiant 241 est une salle d'exposition gérée par les étudiants pour présenter le travail des étudiants. La Galerie MOV-In est dédiée aux nouveaux médias et aux œuvres basées sur le temps comme l'animation, l'art web, l'art du son, la sculpture robotique et l'installation.

### Salles de représentation
Le Greer Garson Theatre Center comprend 514 places et est composé d'une avant-scène avec un cintre et une fosse d'orchestre. Il comprend aussi le Weckesser Studio Theatre, une salle de spectacle avec 90 places de type Boîte noire (en), un studio de danse, le Claire Stewart Williamson Acting Lab, des salles de répétitions, des salles pour fabriquer les décors et costumes. La salle de spectacle O'Shaughnessy (« Le Garage ») est conforme pour accueillir pour les lectures à l’intérieur et à l'extérieur, les concerts et comprend 85 places. Les représentations de multimédia ont lieu au Forum, qui contient 200 places. L'Atrium Sound Space est un lieu d'installation de l'art sonore.

### Les bibliothèques
Le Fogelson Library Center abrite la principale bibliothèque académique de l'université, la salle de conférence du Forum, la Fine Art Gallery et le Digital Center pour la musique, les films et les productions sur internet. La Beaumont and Nancy Newhall Library est dévoué à l'histoire, l'esthétique et la technologie de la photographie. La Chase Art History Library, située dans le Thaw Art History Center, a en sa possession de rares livres sur l'art pré-colombien d'Amérique Centrale et d'Amérique du Sud, l'art venant du Pérou, l'art des indigène, l'art et l'architecture coloniale espagnole, et l'art moderne d'Amérique Latine.

## Les principaux bâtiments et installations

### Le Centre d'Arts Visuels
Abritant le département d'art et de photographie, le Centre d'Arts Visuels est un ensemble de bâtiments reliés construit par Ricardo Legorreta. Des infrastructures incluent le Centre pour les Arts photographiques Anne and John Marion, la Beaumont and Nancy Newhall Library, une bibliothèque contenant une collection spéciale sur l'histoire, l'esthétique, et la technologie de la photographie, le Thaw Art History Center, le Visual Ressources Center, la Chase Art History Library, le Tishman Hall, abritant des studios de dessin et de peinture, la salle de conférence Tipton Hall et la Galerie du Conseil Étudiant 241.

### Les Studios Garson
Construits en 1989 par l'actrice et mécène de l'Université Greer Garson, les Studios Garson sont un studio d'enregistrement de film de 2 500 m2. Les films tournés à Garson sont No Country for Old Men, Les Disparues, La Vie, l'Amour, les Vaches, De si jolis chevaux, L'Affaire Josey Aimes, Employés modèles, Young Guns 2, The Sunset Limited, Brothers, Légion, True Grit, Paul, Cowboys et Envahisseurs. Tous les étudiants peuvent faire un stage dans les films produit par Garson.

### The Screen

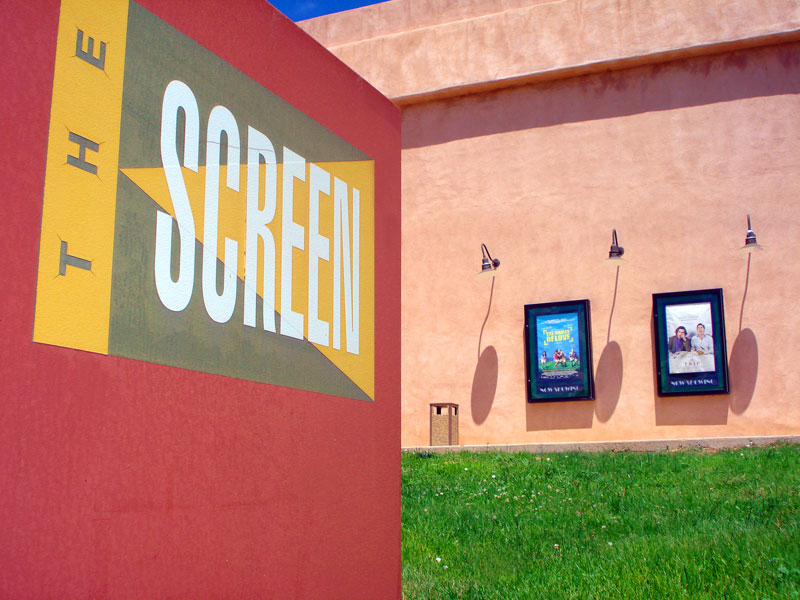
The Screen sur le campus de l'université

The Screen (en) est une salle de cinéma comprenant 170 places. Outre l'usage scolaire, il diffuse des essais cinématographiques, des films de cinéma d'auteur et internationaux aux grands publics.

### Benildus Hall
Benildus Hall abrite le programme d'écriture créative et de littérature (Creative Writing and Literature program) et se compose de studio d'enseignement, de salles de pratique et de salles de répétition pour le programme de musique contemporaine (Contemporary Music program). Les installations au sein du Benildus incluent le Graphic Design Digital Lab, le Recording Arts Studio, le Composition Studio, le Computer Music Lab, le World Music Studio, et le Class Piano Lab.

### Le centre de fitness Driscoll
Le centre de fitness de l'Université comprend une piste intérieure, un mur d'escalade, une salle de musculation, des courts de squash et de racquetball, et la location d'équipement de plein air.

## Universitaires

### Agrégation
L'Université d'Art et Design de Santa Fé est agréée par la Commission des Études Supérieures (en) et est membre de l'Association des universités et écoles situées dans la région Central Nord des États-Unis (en).

### Programmes d'études
L'Université d'Art et Design de Santa Fé offre un Bachelor of Arts en Art Plastique, Musique contemporaine, Écriture créative et Littérature, et en Art de l'image en mouvement, en scénographie, Performance Théâtrale. L'école propose un Bachelor of Fine Arts en Art Plastique, Théâtre, en Photographie, et en Graphic Design.

### Les Arts Libéraux
L'école offre un programme d'études en art libéraux, qui a été créé pour fournir une formation diverse. Le programme d'Art Libéraux comprend des cours de composition, de sciences humaines, de sciences physiques, de science sociales, de diversité culturelle, et de responsabilité éthique.

## Anciens étudiants distingués
- Ray Buktenica (en), acteur de télévision
- Paul Collins, bassiste du groupe Beirut
- Samantha Crain (en), chanteuse, compositrice, musicienne
- Rockmond Dunbar, acteur
- Conrad Hilton, hôtelier
- Tim Huelskamp
- Octaviano Ambrosio Larrazolo (en), ancien Gouverneur du Nouveau-Mexique et Sénateur.
- Manuel Lujan, Jr., ancien Secrétaire à l'Intérieur des États-Unis, ancien membre de la Chambre des représentants des États-Unis.
- Joseph Matukewicz, senior vice président chez Sony Pictures Worldwide Acquisitions (en)[4]
- Alissa Moreno (en), auteur-compositeur-interprète
- Nick Petree, batteur du groupe Beirut
- Denise Poirier (en), actrice de doublage de la série Æon Flux
- Graham Robertson (en), réalisateur
- William Salyers, acteur/acteur de doublage
- Oliver M. Thomas, Jr. (en), élu local démocrate de La Nouvelle-Orléans qui plaida coupable pour corruption en 2007.

## Universitaires distingués
- Matt Donovan (en), Président, Creative Writing and Literature, Lauréat du Whiting Writers' Award (en) en 2010.
- Chris Eyre, Président, Moving Image Arts, il a reçu un Peabody Awards (2005, Edge of America) et un Emmy award[réf. nécessaire] pour son travail en tant que réalisateur.
- Jon Jory (en), Président, Performing Arts Department, Membre de l'American Theatre Hall of Fame (en) ; il a reçu le National Theatre Conference Award et l'American Theatre Association's Distinguished Career Award.
- Dana Levin (en), Creative Writing and Literature, Auteur du livre In the Surgical Theatre dont elle fut récompensée en 1999 par l'American Poetry Review/Honickman First Book Prize.
- Harry Mathias, Président, Moving Image Arts, Membre en 2010 de la Society of Motion Picture and Television Engineers (SMPTE), nommé aux Oscars.
- Mary Anne Redding, Président, Photography. Redding a autrefois servi comme conservateur de la photographie pour le Palace of the Governors/New Mexico History Museum[5].
- David Scheinbaum, Président, Photography. Récipiendaire du 2010 Governor’s Awards for Excellence in the Arts[6].
- Victor Talmadge, Faculty, Performing Arts Department. Acteur remarquable et auteur de la pièce récompensée The Gate of Heaven.

## Programme international
Les étudiants peuvent partir 4 ans étudier à Auckland en Nouvelle-Zélande, à la Media Design School (en) où ils peuvent étudier la conception d'animation graphique 3D, la programmation de jeux, et de la création publicitaire.
Les étudiants en Graphic Design en troisième année peuvent étudier à NABA-Nuova Accademia di Belle Arti Milano à Milan en Italie, et obtenir un Bachelor of Fine Arts de l'Université d'Art et Design de Santa Fé et un Bachelor of Fine Arts de l'Université des Beaux Arts de Milan (NABA).